# ألفارو باوتيستا
ألفارو باوتيستا (بالإسبانية: Álvaro Bautista) مواليد 21 نوفمبر 1984 في طلبيرة، كاستيا-لا مانتشا، هو متسابق دراجات نارية إسباني. نافس في سباقات بطولة العالم لفئة 250 سي سي ولفئة 125 سي سي ولفئة 50 سي سي. كما شارك في بطولة العالم للموتو جي بي.

## البطولات
- بطولة العالم لفئة 125 سي سي 2006

## روابط خارجية
- ألفارو باوتيستا على موقع MotoGP.com (الإنجليزية)
- ألفارو باوتيستا على موقع WorldSBK.com (الإنجليزية)
- ألفارو باوتيستا على موقع AS.com (الإسبانية)